# Fernando Espinosa
Fernando Espinosa Barrera (Città del Messico, 9 maggio 1983) è un ex calciatore messicano, di ruolo centrocampista.

## Caratteristiche tecniche
Centrocampista difensivo di gran forza fisica, è comunque dotato di buona tecnica e di un buon palleggio. La sua posizione preferita è quella di mediano davanti alla difesa, ma nel corso della carriera ha giocato anche come terzino destro.

## Carriera
Cresciuto nelle giovanili dei Pumas, ha l'occasione di debuttare in prima squadra l'11 settembre 2004, nella vittoria esterna per 0-1 contro il Toluca, quando sostituisce all'intervallo Joaquín del Olmo. Tre settimane dopo, alla sua seconda uscita in campionato, viene schierato dal primo minuto nell'incontro con l'Atlas, che gioca per intero. Dopo un'altra apparizione da subentrato contro i Santos Laguna, riesce a ottenere stabilmente una maglia da titolare, giocando le 4 partite contro Monterrey, Necaxa, Morelia e Chivas. In questa partita, tuttavia, si fa espellere al 17º minuto, contribuendo alla brutta sconfitta casalinga per 1-5, e nella Liguilla, vinta dai Pumas, non viene schierato.
Nel torneo di clausura viene occasionalmente impiegato come titolare, collezionando 8 presenze totali, di cui 2 da subentrato, senza segnare. Nell'apertura 2005 parte da titolare e gioca le partite contro Santos, Chivas e Necaxa; poi perde il posto, e dopo una fugace apparizione alla settima giornata contro il Monterrey, scende in campo solo contro Morelia e Dorados, non giocando nessuna partita del clausura 2006.
Le cose vanno meglio nel torneo di apertura: dopo un inizio come riserva, entra alla settima giornata nella partita contro il Cruz Azul dopo pochi minuti al posto dell'infortunato Antonio Sancho ed effettua l'assist decisivo per il goal vittoria di Ignacio Scocco. Viene schierato da titolare anche nelle successive partite, riuscendo a fornire un altro assist all'ottava giornata per il 3-0 definitivo di Ariel González contro il Monterrey. Da lì in poi, è presente in tutte le partite del campionato, tranne quelle contro Atlante ed América. Già nel clausura 2007, tuttavia, chiuso da Leandro Augusto e Sancho, le sue presenze diminuiscono e gioca solo 7 partite, impreziosite da un assist per Ariel López alla terza giornata contro i Jaguares.
Nel torneo successivo ottiene finalmente il posto da titolare fisso per tutto il campionato, saltando solamente la prima e l'undicesima giornata. A fine torneo sono 20 le presenze complessive, con nessun goal. I Pumas arrivano sino alla finale, dove però vengono battuti dall'Atlante per un globale di 2-1. Anche nel clausura 2008 è titolare fisso della squadra, arrivando a giocare dall'inizio tutte le partite di campionato disputate dai Pumas, ad eccezione di quelle contro Santos e San Luis, in cui subentra a partita in corso. La squadra però non si qualifica per la fase finale.
Nel torneo successivo gioca da titolare la Concachampions, dove, nelle partite contro San Francisco e Houston Dynamo, segna i suoi primi goal ufficiali. La squadra viene eliminata dal Cruz Azul nei quarti. In campionato, invece, i titolari sono Ismael Íñiguez e Leandro Augusto, e nonostante il goal -il suo primo in campionato- contro il Toluca alla terza giornata, a fine torneo raccoglie solo 6 presenze, di cui però le due nei quarti di finale persi contro il Cruz Azul. Nel clausura 2009, torneo vinto dalla squadra universitaria, scende in campo unicamente nelle due semifinali contro il Puebla, subentrando a Pablo Barrera all'andata e dal primo minuto al ritorno.
Un copione simile si ripete nella stagione successiva: titolare in Concachampions, dove disputa 6 partite arrivando fino alle semifinali, in campionato riesce a cogliere solo 7 presenze nell'apertura (di cui però 6 da titolare). Nel clausura non gioca le prime 13 partite, ma poi, a partire dal match contro il Santos, viene impiegato in tutti i restanti incontri, compresi i quarti della Liguilla contro lo stesso Santos, che batte i Pumas. In estate partecipa alla Superliga, dove la squadra non supera il proprio girone, giocando da titolare le partite contro New England Revolution e Morelia, e da subentrato al posto di Martín Bravo contro il Chicago Fire.
In campionato ritrova la titolarità nell'apertura 2010 tra la quarta e la quindicesima giornata, effettuando anche un assist per Martín Bravo alla nona giornata contro l'Atlante. Non viene tuttavia schierato nella Liguilla, totalizzando quindi 11 presenze nel torneo. Nel clausura 2011 è nuovamente riserva di Leandro Augusto e Israel Castro, venendo anche occasionalmente impiegato con la squadra giovanile. Segna comunque il goal della bandiera nell'incontro perso 3-1 con i Jaguares, dopo aver sostituito David Cabrera nella ripresa.
Partito Israel Castro (ceduto al Cruz Azul), è di nuovo titolare fisso nell'apertura 2011. Gioca 14 partite, saltando per squalifica quelle con Toluca e Jaguares a causa di due espulsioni rimediate nei match contro i Gallos Blancos e contro l'Atlante. Alla 10ª giornata del clausura si fa espellere per doppia ammonizione contro l'Estudiantes, complicando la partita per la sua squadra, che non va oltre il pareggio.

## Statistiche

### Presenze e reti nei club
Aggiornato al 30 gennaio 2012.
| Stagione  | Squadra | Campionato | Campionato | Campionato | Coppe nazionali | Coppe nazionali | Coppe nazionali | Coppe continentali | Coppe continentali | Coppe continentali | Totale | Totale |
| Stagione  | Squadra | Comp       | Pres       | Reti       | Comp            | Pres            | Reti            | Comp               | Pres               | Reti               | Pres   | Reti   |
| --------- | ------- | ---------- | ---------- | ---------- | --------------- | --------------- | --------------- | ------------------ | ------------------ | ------------------ | ------ | ------ |
| 2004-2005 | Pumas   | PD         | 16         | 0          | -               | -               | -               | CCC                | 0                  | 0                  | 16     | 0      |
| 2005-2006 | Pumas   | PD         | 6          | 0          | -               | -               | -               | CL+CS              | 1+2                | 0                  | 9      | 0      |
| 2006-2007 | Pumas   | PD         | 18         | 0          | -               | -               | -               | -                  | -                  | -                  | 18     | 0      |
| 2007-2008 | Pumas   | PD         | 38         | 0          | IL              | 0               | 0               | -                  | -                  | -                  | 38     | 0      |
| 2008-2009 | Pumas   | PD+LA      | 8+1        | 1+0        | -               | -               | -               | CCL                | 8                  | 2                  | 17     | 3      |
| 2009-2010 | Pumas   | PD+LA      | 13+1       | 0          | -               | -               | -               | CCL                | 6                  | 0                  | 20     | 0      |
| 2010-2011 | Pumas   | PD+LA      | 19+1       | 1+0        | -               | -               | -               | SL                 | 3                  | 0                  | 23     | 1      |
| 2011-2012 | Pumas   | PD         | 16         | 0          | -               | -               | -               | CCL                | 0                  | 0                  | 20     | 0      |
| Totale    | Totale  | Totale     | 137        | 2          |                 | 0               | 0               |                    | 20                 | 2                  | 157    | 4      |

## Palmarès
- Campionato messicano: 3

Apertura 2004, Clausura 2009, Clausura 2011